# Science Citation Index
Danh mục Trích dẫn Khoa học (Science Citation Index, viết tắt: SCI) là một danh mục trích dẫn do Viện Thông tin Khoa học (Institute for Scientific Information, viết tắt: ISI) xuất bản lần đầu tiên và là công trình do nhà khoa học Eugene Garfield sáng tạo ra vào năm 1960. Hiện nay Thomson Reuters là chủ sở hữu của danh mục này. Phiên bản danh mục lớn hơn với tên gọi Danh mục Trích dẫn Khoa học mở rộng (Science Citation Index Expanded, viết tắt: SCIE) bao gồm hơn 6.500 Tạp chí khoa học danh tiếng và quan trọng, xuyên suốt 150 chuyên ngành, từ năm 1900 cho đến nay. Những tạp chí này theo mô tả là những tạp chí hàng đầu thế giới về khoa học và công nghệ vì quá trình chọn lọc chúng vào danh mục rất nghiêm ngặt. Danh mục trích dẫn này có thể truy cập trực tuyến (online) thông qua cơ sở dữ liệu (database) Web Khoa học (Web of Science) (Web of Science là một phần của bộ sưu tập các database Web Kiến thức (Web of Knowledge)). Ngoài ra còn có phiên bản in và phiên bản trên đĩa CD, trong đó số tạp chí ít hơn. Database này cho phép một nghiên cứu viên xác định danh sách những bài báo xuất bản sau có trích dẫn tới một bài báo bất kì đã được xuất bản trước đó, danh sách những bài báo của cùng một tác giả, hoặc danh sách những bài báo thường xuyên được trích dẫn nhất. Thomson Reuters cũng đã thương mại hóa nhiều tập con của database này, với thuật ngữ Các Danh mục Trích dẫn Đặc biệt (Specialty Citation Indexes), như Danh mục Trích dẫn Khoa học Thần kinh (Neuroscience Citation Index) và Danh mục Trích dẫn Hóa học (Chemistry Citation Index).

## Thao khảo
1. ↑  "History of Citation Indexing". Needs of researchers create demand for citation indexing. Thomson Ruters. tháng 11 năm 2010. Bản gốc (Free HTML download) lưu trữ ngày 11 tháng 5 năm 2012. Truy cập ngày 4 tháng 11 năm 2010.
2. ↑  
"Science Citation Index". Truy cập ngày 30 tháng 8 năm 2009.
3. ↑  "Science Citation Index Expanded". Truy cập ngày 30 tháng 8 năm 2009.
4. ↑  "Specialty Citation Indexes". Truy cập ngày 30 tháng 8 năm 2009.[liên kết hỏng]
5. ↑  "Journal Search - Science -". Bản gốc lưu trữ ngày 24 tháng 7 năm 2011. Truy cập ngày 30 tháng 8 năm 2009.
6. ↑  "Journal Search - Science - Thomson Reuters". Bản gốc lưu trữ ngày 24 tháng 7 năm 2010. Truy cập ngày 14 tháng 1 năm 2011.